# بیرسخوتن
بیرسخوتن (به هلندی: Beerschoten) یک روستا در هلند است که در اوترختسه هئوفل‌روخ واقع شده‌است.